# Des logis et des hommes
 (juillet 2025).
Pour plus de détails, voir Fiche technique et Distribution.
Des logis et des hommes est un film documentaire français de court métrage réalisé par Jean Dewever, sorti en 1959.

## Synopsis
La crise du logement en France dans les années 1950.

## Fiche technique
- Titre : Des logis et des hommes
- Réalisation : Jean Dewever
- Commentaire dit par Roland Ménard
- Photographie : Roger Monteran
- Son : Pierre Calvet
- Musique : René Cloërec
- Montage : Chef monteuse Suzanne Cabon
- Production : Les Films Roger Leenhardt
- Pays :  France
- Format : Noir et blanc - 35 mm
- Genre : Court métrage documentaire
- Durée : 16 minutes
- Date de sortie : 
  - France : 1959 au cinéma